# 降A大调圆舞曲Op.69, No.1 (肖邦)
降A大调圆舞曲，作品69号第一首，是弗雷德里克·肖邦创作的一首圆舞曲，又称《离别圆舞曲》或《告别圆舞曲》。

## 历史
这首圆舞曲最初是肖邦写给曾与其订婚的Maria Wodzińska的一首告别小品。1835年9月在德国德累斯顿，带有肖邦亲笔签名“给玛丽小姐”（Pour Mlle Marie）的曲谱副本被送给她。该副本现在被保存在波兰华沙的国家图书馆。 另一个由肖邦亲笔签名的版本在巴黎國立高等音樂舞蹈學院被发现，但据说该版本并不完整。 第三个副本被认为是由朱利安塔纳保存的遗作，但尚未得到肖邦亲笔签名的证实。

## 音乐
这首圆舞曲为降A大调，3/4 拍，速度 为圆舞曲速度。乐曲的第一主题标题为 con espressione，风格忧郁而怀旧，并快速发展到达一个小高潮。第二主题标题为 sempre delicatissimo，在其他版本中又称为 con anima 。它比第一主题节奏欢快，但很快又重新转入第一主题。第一主题第二次出现后，来到曲风最为诙谐的第三主题（标题为 dolce）。它引出有着一系列上行琶音的第四主题（标题为 poco a poco crescendo，有的版本还添加了 ed appassionato）。第四主题又重新引出俏皮的第三主题，并通过 da capo al fin 返回到开头。